# Abschoss
Als Abschoss (oder: Abschoß; auch: Abfahrtsgeld, Abschied, Abzugsgeld, Detractus, Freigeld, Nachsteuer, Weglassung) bezeichnet man eine Abgabe, welche auf einen Vermögenstransfer in das Ausland, dies konnte auch der Nachbarort sein, erhoben wurde. 
Der Abschoss wurde in zwei Formen erhoben. Zum einen als Erbschaftsgeld, für Erbschaften und Schenkungen, die an Ausländer abgingen. Zum anderen als Abfahrtsgeld oder Abschied, für von Auswanderern ausgeführtes Vermögen.

## Der Abschoss als Erbgeld
Die Vermögensteuer auf Erbschaften verstorbener Bürger oder auf Schenkungen unter noch Lebenden, wenn die transferierte Vermögensmasse an auswärtige Empfänger ging. Dieser Abschoß (gabella hereditaria) hieß – insbesondere in Süddeutschland – auch Nachsteuer. Der Abschoß konnte auch bei einer Heirat entstehen, wenn ein Vater seiner „nach auswärts“ heiratenden Tochter eine Mitgift mitgab.

## Der Abschoss als Abfahrtsgeld
Diese Steuer (gabella emigrationis) wurzelte in der früheren Rechtsgestaltung der Leibeigenschaftsverhältnisse und galt für Auswanderer. Die Abgabe wurde fällig, wenn Einwohner ihre Heimat, also den Staat, das Land, den Bezirk oder die Stadt für immer verließen und dabei ihr Vermögen mitnahmen. Verließ ein Einwohner heimlich das Land, so wurde der Abschoss bei seinen Verwandten eingetrieben.

## Der Abschoss als Marschgeld
Diese Zahlung war keine Abgabe, sondern eine Zuwendung. Sie wurde Soldaten gewährt, die aus ihrem Dienst ausschieden oder eine besetzte Stadt verließen. Im Dreißigjährigen Krieg wurden von Truppen gelegentlich Abzüge vorgetäuscht um sich solche Gelder zu erschleichen.

## Die Höhe des Abschoss
Beim Abzug behielt man den zehnten Teil, den Zehnten, aus der Erbschaft/Schenkung oder vom zu transferierenden Vermögen ein. Der verwaltungstechnische und rechtliche Vorgang wurden als Dezimation bezeichnet.

## Das Ende des Abschoss
Die Steuer wurde nach der Gründung des Deutschen Bundes durch Bundesakte vom 8. Juni 1815 nicht mehr erhoben, wenn der Wegzug oder die Erbschaft in ein anderes deutsches Bundesland überging. Endgültig beendet wurde die Abgabeverpflichtung mit der Gewährung der allgemeinen Niederlassungsfreiheit im Norddeutschen Bund und der Gründung des deutschen Reichsstaats (Reichsverfassung Art. 3). In Bezug auf Drittstaaten bestand der Abschoß weiter, soweit nicht entsprechende völkerrechtliche Verträge mit den Ländern abgeschlossen waren und gipfelte in der Reichsfluchtsteuer, die auf den Transfer des Vermögens jüdischer Flüchtlinge aus Nazi-Deutschland erhoben wurde.
Aktuell ist ein Abschoss im Verkehr zwischen anderen Ländern meist durch internationale Vereinbarungen beseitigt worden. Die Erbschaftsteuer ist allerdings auch von Erben im Ausland zu zahlen, wenn diese nach gesetzlicher Maßgabe auch von einheimischen Erben zu entrichten wäre.
Ein Nachfolger des Abschoss ist die Wegzugsbesteuerung.